# سیارک ۷۷۵۸
سیارک ۷۷۵۸ (به انگلیسی: 7758 Poulanderson، نامگذاری:1990KT) هفت هزار و هفتصد و پنجاه و هشتمین سیارک کشف شده‌است که در ۲۱ مه ۱۹۹۰ کشف شد.